# Tavarone (Maissana)
Tavarone è una frazione di 150 abitanti nel comune di Maissana, nell'alta Val di Vara, in provincia della Spezia.

## Geografia fisica
Tavarone sorge fra le sorgenti del Borsa e del Torza, che lo divide da Chiama, e del torrente Orbora che lo separa da Maissana, riunito sopra un rialzo di terreno che si estende a guisa di tavolate a cavallo della costa spartiacque.
La distanza dal capoluogo comunale è di Km 2,97.

## Storia
Il toponimo viene fatto risalire da alcuni a "Tavernone" o "Tabernone", per la presenza di una taverna con alloggio in epoca romana, oltre ad un rifugio dei viandanti che percorrevano l'antica strada romana.
Il paese viene citato indirettamente nel XII secolo come località "Santo Siro", nome della chiesa parrocchiale, possedimento della diocesi di Brugnato.

## Monumenti e luoghi d'interesse

### Architetture religiose
- Chiesa parrocchiale di San Bartolomeo Apostolo, già citata come "Parrocchia di San Siro in Tavarone" nel 1143 ed appartenente alla diocesi di Brugnato. Il 2 gennaio 1498 fu unita a quella di San Pietro in Frascati e il 10 maggio 1519 fu assegnata alla diocesi di Genova, venendo poi ricostituita parrocchia il 6 luglio 1715 dal cardinale Lorenzo Fieschi, arcivescovo di Genova. Nel 1892 fu ricompresa fra le parrocchie costituenti la nuova diocesi di Chiavari, da cui passò alla diocesi della Spezia l’11 ottobre 1959.[5] Al suo interno conserva un coro ligneo del 1715.[4]

### Aree naturali
- Parco Avventura Val di Vara.[6]

## Cultura

### Festività[2]
- Santa Caterina da Genova (4° domenica dopo Pasqua)
- N.S. della Cintura (2° domenica di Luglio)
- San Bartolomeo (24 Agosto)

### Eventi[2]
- Festa della Trebbiatura (1° domenica di agosto)
- Wild West (1° sabato di agosto)
- Sagra del Fungo (ultimo fine settimana di agosto)